# 利西
利西（法語：Lissy，法語發音：[lisi] ⓘ）是法国塞纳-马恩省的一个市镇，属于默伦区。

## 地理
利西（48°37'36"N, 2°41'47"E）面积6.85 平方千米，位于法国法蘭西島大區塞纳-马恩省，该省份为法国北部内陆省份，北起瓦兹省，西接埃松省、马恩河谷省、塞纳-圣但尼省和瓦兹河谷省，南至卢瓦雷省，东南接约讷省，东临马恩省和奥布省，东北接埃纳省。
与利西接壤的市镇（或旧市镇、城区）包括：布里地区苏瓦尼奥勒、尚德伊、利摩日-富尔什、雅尔河畔蒙特罗。

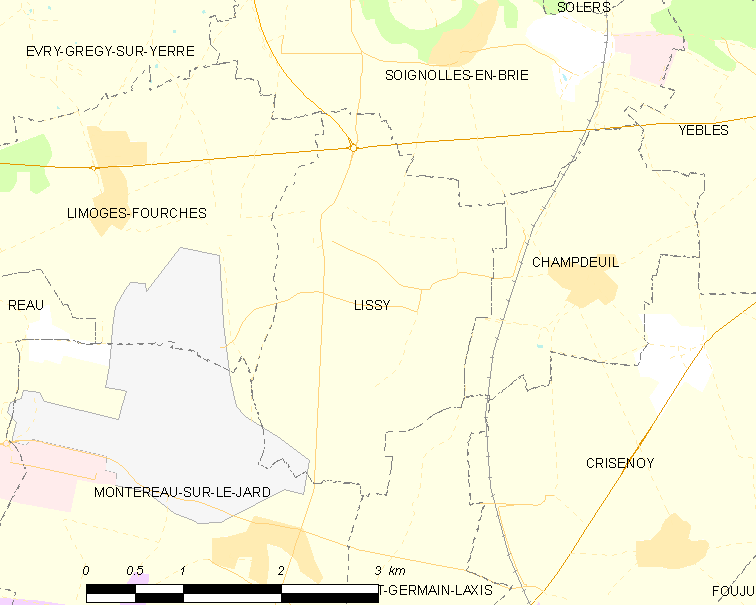
利西的OSM定位图

利西的时区为UTC+01:00、UTC+02:00（夏令时）。

## 行政
利西的邮政编码为77550，INSEE市镇编码为77253。

## 政治
利西所属的省级选区为丰特奈-特雷西尼县。

## 人口

1962-2008年间利西人口变化图示

利西于2022年1月1日时的人口数量为343人。